# ブッシュバック亜科
ブッシュバック亜科（ブッシュバックあか、Tragelaphinae）は、鯨偶蹄目（クジラ偶蹄目）ウシ科に属する亜科。骨格の構造や眼下腺の特徴からウシ亜科に含める場合もある。

## 特徴
角は雄のみが有し、シュート型に数回捩れて螺旋を築いている。また、角の前面にはねじれに沿って稜がある。節はほとんど見られない。雌雄では体色が異なるのが一般的で、腹部は背よりも暗い色を有し、白い横縞を持つ種もある。眼の間には三日月型の白斑点がある。乳頭は4個。
1属2亜属がある。

## 分布
アフリカ

## 分類
- ブッシュバック属（en:Tragelaphus）
- ブッシュバック亜属（en:Tragelaphus）
- イランド亜属（en:Taurotragus）